# Xenodiscus
Xenodiscus is een uitgestorven geslacht van mollusken, dat leefde van het Vroeg-Perm tot het Vroeg-Trias.

## Beschrijving
Deze ammonietachtige had een sterk evolute schelp met een aanzienlijk lange woonkamer, een wijde open navel en een ronde buikzijde. De schelp was zijdelings licht samengedrukt met parallelle zijden. Alleen de vroege windingen bevatten een sculptuur, die was samengesteld uit zwakke, onregelmatige ribben. De in het oog springende, dicht opeenstaande sutuurlijnen bevatten hoge, afgeronde zadels en zwak getande lobben. De diameter van de schelp bedroeg ongeveer 6 cm.